# دومنيك ميندي
دومنيك ميندي (بالفرنسية: Dominique Mendy) (1 ديسمبر 1983 بداكار في السنغال - ) هو لاعب كرة قدم سنغالي في مركز الوسط. لعب مع غريميو بورتو أليغرينزي ونادي تروا وFC Dieppe ‏ وأولمبيك نوازي لو سيك ‏.